# فرانسیسکو فلورس (بازیکن فوتبال، زاده ۱۹۲۶)
فرانسیسکو فلورس (اسپانیایی: Francisco Flores‎; ۱۲ فوریهٔ ۱۹۲۶ – ۱۳ نوامبر ۱۹۸۶) بازیکن فوتبال اهل مکزیک بود.
از باشگاه‌هایی که در آن بازی کرده‌است می‌توان به باشگاه فوتبال گوادالاخارا اشاره کرد.
وی همچنین در تیم ملی فوتبال مکزیک بازی کرده‌است.